# Dalby

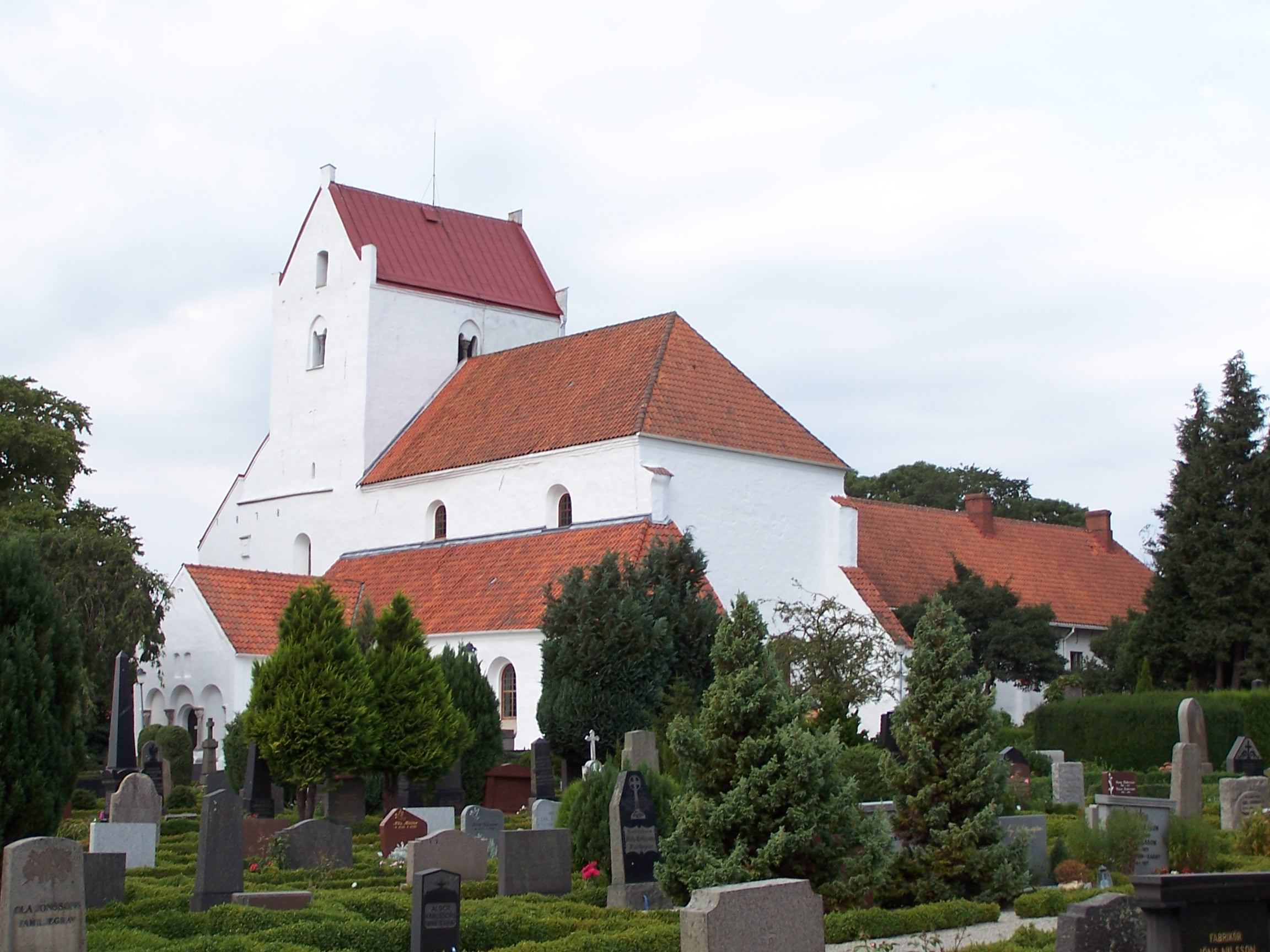
La Chiesa di Santa Croce

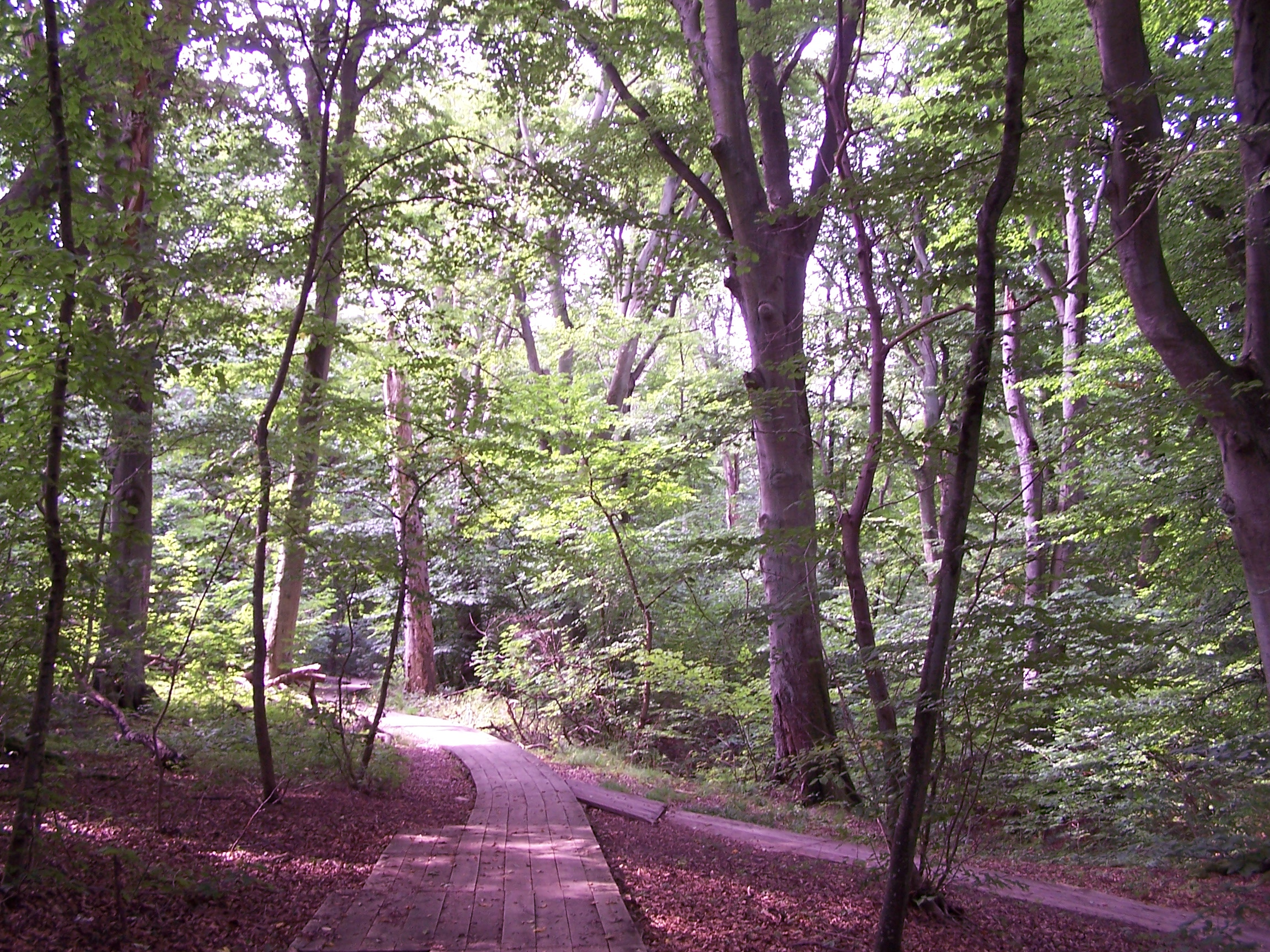
Il Dalby Söderskogs nationalpark

Dalby è un'area urbana del comune di Lund, nella contea svedese della Scania, di 5.708 abitanti. Si trova a 10 km in direzione est-sud-est dal capoluogo comunale Lund, e a 20 km in direzione est-nord-est dal capoluogo della contea Malmö.

## Storia
La località di Dalby iniziò ad acquisire importanza a partire dall'anno 1000, durante la dominazione della Scania da parte del Regno di Danimarca. Nel 1060 il re Sweyn II di Danimarca iniziò la costruzione di un centro religioso, ed edificò qui la sua residenza reale. Suo figlio Harald III di Danimarca venne sepolto in questa residenza.
Nello stesso anno Dalby venne eretta a diocesi separandosi da quella di Roskilde (nell'attuale Danimarca); la nomina ecclesiale avvenne da parte dell'arcivescovo Adalberto di Brema. Essa rimase indipendente fino al 1085, quando Canuto IV di Danimarca edificò la nuova cattedrale di Lund che divenne la nuova sede ecclesiastica della Scania.
Fino al 1536, anno nel quale la Riforma protestante giunse in Danimarca, Dalby mantenne una certa importanza in quanto sede di un monastero dell'Ordine di Sant'Agostino. Nel 1658 il suo territorio entrò a far parte della Svezia a seguito del Trattato di Roskilde. Da allora fu un comune autonomo, status che cambiò nel 1974 quando venne inglobato nel territorio comunale di Lund.

## Geografia antropica
L'importanza religiosa e commerciale di Dalby risentì fortemente dell'espansione del vicino centro di Lund, tanto che nel 1800 solo 4 aziende agricole operavano ancora nel centro. Si tornò a parlare di espansione solamente alla fine del XIX secolo, quando venne raggiunta dalla ferrovia che collega Malmö con Tomelilla, con l'apertura della stazione ferroviaria nel 1892.
L'attività economica principale è l'industria estrattiva, grazie alla presenza di una cava nelle vicinanze. Il miglioramento dei collegamenti stradali avvenuti nel XX secolo (Dalby è capolinea della strada statale più corta della Svezia, la Riksväg 16 che la collega con Flädie nel comune di Lomma) fecero di Dalby un centro residenziale per pendolari verso Lund e Malmö.

## Società

### Evoluzione demografica
Abitanti censiti

## Monumenti e luoghi d'interesse
- Chiesa di Santa Croce: è la chiesa in pietra più antica della Scandinavia. Il fonte battesimale e il portico sono dal XII secolo. La chiesa deve il suo aspetto attuale alla ricostruzione avvenuta nel 1758, ed in seguito al restauro del 1936. Lo stile architettonico dell'edificio ricorda quello delle chiese edificate a partire dall'XI secolo in Bassa Sassonia e Renania.
- Parco nazionale Dalby Söderskog: è una parte (0,36 km²) di una più vasta area di riserva naturale. Istituito nel 1918, è costituito prevalentemente da piante caducifoglie.